# 昆明教育电视台
昆明教育电视台，英文简称KMETV，是一家总部设在云南省昆明市的电视播出机构，1989年1月开播，是昆明市教育局的直属机构，和昆明市电化教育馆同属“一个机构，两块牌子”。频道播出范围为昆明全市，2023年，该频道在滇南的磨憨鎮落地。频道全天播出节目24小时，主要播出文教节目。2006年3月16日，昆明教育电视台与云南电视台签署合作协议，同年4月1日，云南电视台开始负责昆明教育电视台的经营性产业部分的运营工作。2020年，高标清硬盘播出系统投入该频道使用。

## 节目
昆明教育新闻、名师讲坛、兴农天地、非遗档案、云南研学探索之旅